# Sitio de Eretria (198 a. C.)
El Sitio de Eretria fue la ocupación de la ciudad griega de Eretria por los romanos en el año 198 a. C.
En el año 198 a. C. la armada romana comandada por el legado Lucio Quincio Flaminino navegaba en dirección a Eretria, en la isla de Eubea. Después llegar a la ciudad, los romanos comenzaron a sitiar sus muros con catapultas. La ciudad se defendió y pidió el apoyo de Filocles, comandante macedonio de Filipo V, gobernador Calcis. Filocles fue en auxilio de la ciudad, pero fue derrotado. En esta situación, los defensores comenzaron negociaciones con Atalo de Pérgamo, a quien pidieron misericordia. Durante las conversaciones con el rey de Pérgamo, los romanos lograron entrar en la ciudad. Después de refugiarse en la Acrópolis, los defensores se rindieron rápidamente y los romanos saquearon la ciudad. Una suerte similar corrió Caristo, donde después de pagar un rescate Flaminino dejó libre a la gente de la ciudad y a los trescientos macedonios que la defendían. Finalmente la flota aliada navegó hacia el sur.